# Torneo Clausura 2018 (México)
El Torneo Clausura 2018 fue la edición XCIX del campeonato de liga de la Primera División del fútbol mexicano; se trató del 44° torneo corto, luego del cambio en el formato de competencia, con el que se cerró la temporada 2017-2018.
Santos Laguna se coronó por sexta vez en su historia al vencer a Toluca, 3 a 2 en el marcador global.

## Sistema de competición
El torneo de la Liga Bancomer MX, está conformado en dos partes:
- Fase de calificación: Se integra por las 17 jornadas del torneo.
- Fase final: Se integra por los partidos de cuartos de final, semifinal y final.

### Fase de clasificación
En la fase de clasificación se observará el sistema de puntos. La ubicación en la tabla general está sujeta a lo siguiente:
- Por juego ganado se obtendrán tres puntos.
- Por juego empatado se obtendrá un punto.
- Por juego perdido no se otorgan puntos.

En esta fase participan los 18 clubes de la Liga Bancomer MX jugando en cada torneo todos contra todos durante las 17 jornadas respectivas, a un solo partido.
El orden de los clubes al final de la fase de calificación del torneo corresponderá a la suma de los puntos obtenidos por cada uno de ellos y se presentará en forma descendente. Si al finalizar las 17 jornadas del torneo, dos o más clubes estuviesen empatados en puntos, su posición en la tabla general será determinada atendiendo a los siguientes criterios de desempate:
1. Mejor diferencia entre los goles anotados y recibidos y goles.
2. Mayor número de goles anotados.
3. Marcadores particulares entre los clubes empatados.
4. Mayor número de goles anotados como visitante.
5. Mejor ubicado en la tabla general de cociente
6. Tabla Fair Play
7. Sorteo.

Para determinar los lugares que ocuparán los clubes que participen en la fase final del torneo se tomará como base la tabla general de clasificación.
Participan automáticamente por el título de Campeón de la Liga Bancomer MX, los 8 primeros clubes de la tabla general de clasificación al término de las 17 jornadas.

### Fase final
Los ocho clubes calificados para esta fase del torneo serán reubicados de acuerdo con el lugar que ocupen en la tabla General al término de la jornada 17, con el puesto del número uno al club mejor clasificado, y así hasta el número 8. Los partidos a esta fase se desarrollarán a visita, en las siguientes etapas:
- Cuartos de final
- Semifinales
- Final

Los clubes vencedores en los partidos de cuartos de final y semifinal serán aquellos que en los dos juegos anoten el mayor número de goles. De existir empate en el número de goles anotados, la posición se definirá a favor del club con mayor cantidad de goles a favor cuando actúe como visitante.
Si una vez aplicado el criterio anterior los clubes siguieran empatados, se observará la posición de los clubes en la tabla general de clasificación.
Los partidos correspondientes a la fase final se jugarán obligatoriamente los días miércoles y sábado, y jueves y domingo eligiendo, en su caso, exclusivamente en forma descendente, los cuatro clubes mejor clasificados en la tabla general al término de la jornada 17, el día y horario de su partido como local. Los siguientes cuatro clubes podrán elegir únicamente el horario.
El club vencedor de la final y por lo tanto Campeón, será aquel que en los dos partidos anote el mayor número de goles. Si al término del tiempo reglamentario el partido está empatado, se agregarán dos tiempos extras de 15 minutos cada uno. De persistir el empate en estos periodos, se procederá a lanzar tiros penales hasta que resulte un vencedor.
Los partidos de cuartos de final se jugarán de la siguiente manera:
1.º vs 8.º

2.º vs 7.º

3.º vs 6.º

4.º vs 5.º
En las semifinales participarán los cuatro clubes vencedores de cuartos de final, reubicándolos del uno al cuatro, de acuerdo a su mejor posición en la Tabla general de clasificación al término de la jornada 17 del torneo correspondiente, enfrentándose:
1.º vs 4.º

2.º vs 3.º
Disputarán el título de Campeón del Torneo de Clausura 2018, los dos clubes vencedores de la fase semifinal correspondiente, reubicándolos del uno al dos, de acuerdo a su mejor posición en la tabla general de clasificación al término de la jornada 17 de cada Torneo.

## Información de los equipos
| Equipo        | Entrenador         | Ciudad                         | Estadio                | Capacidad | Fundación       | Patrocinador       | Kit          |
| ------------- | ------------------ | ------------------------------ | ---------------------- | --------- | --------------- | ------------------ | ------------ |
| América       | Miguel Herrera     | Ciudad de México               | Azteca                 | 87 000    | 1916 (108 años) | Huawei             | Nike         |
| Atlas         | Gerardo Espinoza   | Guadalajara, Jalisco           | Jalisco                | 56 713    | 1916 (108 años) | Wibe               | Adidas       |
| Cruz Azul     | Pedro Caixinha     | Ciudad de México               | Azul                   | 36 681    | 1927 (98 años)  | Cemento Cruz Azul  | Under Armour |
| Guadalajara   | Matías Almeyda     | Guadalajara, Jalisco           | Akron                  | 49 850    | 1906 (119 años) |                    | Puma         |
| León          | Gustavo Díaz       | León, Guanajuato               | León                   | 31 297    | 1943 (81 años)  | Telcel             | Pirma        |
| Lobos BUAP    | Daniel Alcántar    | Puebla, Puebla                 | Olímpico de la BUAP    | 21 750    | 1967 (58 años)  | Zurich             | Keuka        |
| Monterrey     | Antonio Mohamed    | Monterrey, Nuevo León          | BBVA Bancomer          | 53 500    | 1945 (79 años)  | BBVA Bancomer      | Puma         |
| Morelia       | Roberto Hernández  | Morelia, Michoacán             | Morelos                | 38 869    | 1950 (75 años)  | Caliente           | Pirma        |
| Necaxa        | Ignacio Ambriz     | Aguascalientes, Aguascalientes | Victoria               | 25.994    | 1923 (101 años) | Cavall Sport       | Charly       |
| Pachuca       | Diego Alonso       | Pachuca, Hidalgo               | Hidalgo                | 30 000    | 1892 (132 años) | Cementos Fortaleza | Nike         |
| Puebla        | Enrique Meza       | Puebla, Puebla                 | Cuauhtémoc             | 51 726    | 1944 (81 años)  | Caliente           | Charly       |
| Querétaro     | Luis Fernando Tena | Querétaro, Querétaro           | Corregidora            | 35 575    | 1950 (74 años)  | Banco Multiva      | Puma         |
| Santos Laguna | Robert Siboldi     | Torreón, Coahuila              | Corona                 | 30 000    | 1983 (41 años)  | Soriana            | Puma         |
| Tigres        | Ricardo Ferretti   | Monterrey, Nuevo León          | Universitario          | 42 001    | 1960 (65 años)  | Cemex              | Adidas       |
| Tijuana       | Diego Cocca        | Tijuana, Baja California       | Caliente               | 27 333    | 2007 (18 años)  | Caliente           | Charly       |
| Toluca        | Hernán Cristante   | Toluca, Estado de México       | Nemesio Díez           | 30.000    | 1917 (108 años) | Banamex            | Under Armour |
| UNAM          | David Patiño       | Ciudad de México               | Olímpico Universitario | 68 954    | 1954 (70 años)  | DHL                | Nike         |
| Veracruz      | Guillermo Vázquez  | Veracruz, Veracruz             | Luis "Pirata" Fuente   | 30 000    | 1943 (82 años)  | Electrolit         | Charly       |

Datos actualizados al 14 de febrero de 2018.

### Cambios de entrenadores
| Equipo     | Entrenador (jornadas)                                                                |
| ---------- | ------------------------------------------------------------------------------------ |
| Atlas      | José Guadalupe Cruz (1 - 2) Gerardo Espínoza (3, 13 - 17) Rubén Omar Romano (4 - 12) |
| Lobos BUAP | Rafael Puente Jr. (1 - 13) Daniel Alcántar (14-17)                                   |

### Equipos por Entidad Federativa
Para la temporada 2017-18, la entidad federativa de la República Mexicana con más equipos en la Primera División es la Ciudad de México con tres equipos.
| Santos Pachuca Monterrey Tigres Morelia Atlas Guadalajara Tijuana Puebla Lobos Toluca América Cruz Azul UNAM León Veracruz Querétaro Necaxa |

| Entidad Federativa | N.º | Equipos                         |
| ------------------ | --- | ------------------------------- |
| Ciudad de México   | 3   | América, Cruz Azul y Pumas UNAM |
| Jalisco            | 2   | Atlas y Guadalajara             |
| Nuevo León         | 2   | Monterrey y Tigres UANL         |
| Puebla             | 2   | Puebla y Lobos BUAP             |
| Aguascalientes     | 1   | Necaxa                          |
| Baja California    | 1   | Tijuana                         |
| Coahuila           | 1   | Santos Laguna                   |
| Estado de México   | 1   | Toluca                          |
| Guanajuato         | 1   | León                            |
| Hidalgo            | 1   | Pachuca                         |
| Michoacán          | 1   | Morelia                         |
| Querétaro          | 1   | Querétaro                       |
| Veracruz           | 1   | Veracruz                        |

## Torneo regular
- El calendario completo según la página oficial.
- Los horarios son correspondientes al Tiempo del Centro de México (UTC-6 y UTC-5 en horario de verano).[1]

| Jornada 1     | Jornada 1 | Jornada 1   | Jornada 1     | Jornada 1  | Jornada 1 | Jornada 1    | Jornada 1  | Jornada 1 | Jornada 1 |
| Local         | Resultado | Visitante   | Estadio       | Fecha      | Hora      | Espectadores | Amonestado | Expulsado |           |
| ------------- | --------- | ----------- | ------------- | ---------- | --------- | ------------ | ---------- | --------- | --------- |
| Puebla        | 2 - 1     | Tigres      | Cuauhtémoc    | 5 de enero | 19:00     | 17 047       | 6          | 0         |           |
| Atlas         | 1 - 2     | León        | Jalisco       | 5 de enero | 21:00     | 36 329       | 3          | 0         |           |
| Cruz Azul     | 0 - 0     | Tijuana     | Azul          | 6 de enero | 17:00     | 19 831       | 6          | 0         |           |
| Monterrey     | 1 - 1     | Morelia     | BBVA Bancomer | 6 de enero | 19:00     | 42 948       | 5          | 0         |           |
| Pachuca       | 2 - 3     | UNAM        | Hidalgo       | 6 de enero | 19:06     | 27 402       | 5          | 0         |           |
| Necaxa        | 0 - 0     | Veracruz    | Victoria      | 6 de enero | 21:00     | 12 535       | 5          | 0         |           |
| Toluca        | 1 - 1     | Guadalajara | Nemesio Diez  | 7 de enero | 12:00     | 27 480       | 4          | 0         |           |
| Santos Laguna | 4 - 2     | Lobos BUAP  | TSM Corona    | 7 de enero | 18:00     | 21 333       | 6          | 0         |           |
| Querétaro     | 0 - 1     | América     | Corregidora   | 7 de enero | 18:00     | 31 432       | 5          | 0         |           |

| Morelia     | 1 - 0 | Puebla        | Morelos                | 12 de enero | 21:00 | 20 226 | 2 | 0 |
| Tijuana     | 1 - 0 | Necaxa        | Caliente               | 12 de enero | 21:00 | 26 333 | 3 | 0 |
| Lobos BUAP  | 0 - 2 | Querétaro     | Universitario BUAP     | 13 de enero | 17:00 | 7 300  | 4 | 0 |
| América     | 2 - 2 | Pachuca       | Azteca                 | 13 de enero | 17:00 | 26 854 | 7 | 0 |
| Tigres      | 2 - 1 | Santos Laguna | Universitario          | 13 de enero | 19:00 | 41 396 | 3 | 0 |
| León        | 3 - 1 | Toluca        | León                   | 13 de enero | 19:06 | 19 228 | 4 | 0 |
| Guadalajara | 1 - 3 | Cruz Azul     | Akron                  | 13 de enero | 21:06 | 39 855 | 2 | 0 |
| UNAM        | 3 - 1 | Atlas         | Olímpico Universitario | 14 de enero | 12:00 | 27 230 | 5 | 0 |
| Veracruz    | 0 - 2 | Monterrey     | Luis "Pirata" Fuente   | 14 de enero | 18:00 | 16 115 | 3 | 0 |

| Puebla        | 2 - 0 | Veracruz    | Cuauhtémoc             | 19 de enero | 19:00 | 17 116 | 3 | 0 |
| Atlas         | 1 - 3 | Toluca      | Jalisco                | 19 de enero | 21:00 | 28 266 | 6 | 1 |
| Querétaro     | 0 - 0 | Tigres      | Corregidora            | 20 de enero | 17:00 | 28 772 | 6 | 0 |
| Cruz Azul     | 0 - 0 | León        | Azul                   | 20 de enero | 17:00 | 18 950 | 4 | 0 |
| Monterrey     | 0 - 0 | Tijuana     | BBVA Bancomer          | 20 de enero | 19:00 | 42 996 | 9 | 0 |
| Pachuca       | 3 - 1 | Lobos BUAP  | Hidalgo                | 20 de enero | 19:06 | 25 582 | 5 | 0 |
| Necaxa        | 1 - 3 | Guadalajara | Victoria               | 20 de enero | 21:00 | 23 150 | 3 | 0 |
| UNAM          | 0 - 0 | América     | Olímpico Universitario | 21 de enero | 12:00 | 45 980 | 6 | 1 |
| Santos Laguna | 1 - 0 | Morelia     | TSM Corona             | 21 de enero | 18:00 | 20 769 | 1 | 1 |

| Jornada 4   | Jornada 4 | Jornada 4     | Jornada 4            | Jornada 4   | Jornada 4 | Jornada 4    | Jornada 4  | Jornada 4 | Jornada 4 |
| Local       | Resultado | Visitante     | Estadio              | Fecha       | Hora      | Espectadores | Amonestado | Expulsado |           |
| ----------- | --------- | ------------- | -------------------- | ----------- | --------- | ------------ | ---------- | --------- | --------- |
| Morelia     | 1 - 0     | Querétaro     | Morelos              | 26 de enero | 19:00     | 15 119       | 4          | 1         |           |
| Tijuana     | 2 - 0     | Puebla        | Caliente             | 26 de enero | 21:00     | 26 333       | 3          | 0         |           |
| Lobos BUAP  | 1 - 1     | UNAM          | Universitario BUAP   | 27 de enero | 17:00     | 16 716       | 10         | 0         |           |
| Tigres      | 3 - 2     | Pachuca       | Universitario        | 27 de enero | 19:00     | 41 278       | 4          | 0         |           |
| León        | 0 - 4     | Necaxa        | León                 | 27 de enero | 19:06     | 17 600       | 3          | 0         |           |
| América     | 1 - 0     | Atlas         | Azteca               | 27 de enero | 21:00     | 21 412       | 5          | 0         |           |
| Guadalajara | 1 - 2     | Monterrey     | Akron                | 27 de enero | 21:06     | 32 881       | 5          | 0         |           |
| Toluca      | 1 - 1     | Cruz Azul     | Nemesio Diez         | 28 de enero | 12:00     | 26 608       | 6          | 0         |           |
| Veracruz    | 1 - 1     | Santos Laguna | Luis "Pirata" Fuente | 28 de enero | 18:00     | 12 259       | 4          | 0         |           |

| Jornada 5     | Jornada 5 | Jornada 5   | Jornada 5              | Jornada 5    | Jornada 5 | Jornada 5    | Jornada 5  | Jornada 5 | Jornada 5 |
| Local         | Resultado | Visitante   | Estadio                | Fecha        | Hora      | Espectadores | Amonestado | Expulsado |           |
| ------------- | --------- | ----------- | ---------------------- | ------------ | --------- | ------------ | ---------- | --------- | --------- |
| Puebla        | 2 - 0     | Guadalajara | Cuauhtémoc             | 2 de febrero | 19:00     | 25 161       | 3          | 0         |           |
| Atlas         | 2 - 1     | Cruz Azul   | Jalisco                | 2 de febrero | 21:00     | 38 177       | 4          | 2         |           |
| Querétaro     | 0 - 1     | Veracruz    | Corregidora            | 3 de febrero | 17:00     | 19 252       | 5          | 0         |           |
| Monterrey     | 5 - 1     | León        | BBVA Bancomer          | 3 de febrero | 19:00     | 44 562       | 6          | 1         |           |
| Santos Laguna | 0 - 0     | Tijuana     | TSM Corona             | 3 de febrero | 19:00     | 22 460       | 5          | 0         |           |
| Pachuca       | 2 - 3     | Morelia     | Hidalgo                | 3 de febrero | 19:06     | 22 767       | 4          | 0         |           |
| América       | 5 - 1     | Lobos BUAP  | Azteca                 | 3 de febrero | 21:00     | 18 282       | 3          | 1         |           |
| Necaxa        | 0 - 0     | Toluca      | Victoria               | 3 de febrero | 21:00     | 19 850       | 2          | 0         |           |
| UNAM          | 2 - 0     | Tigres      | Olímpico Universitario | 4 de febrero | 12:00     | 35 525       | 2          | 0         |           |

| Jornada 6   | Jornada 6 | Jornada 6     | Jornada 6            | Jornada 6     | Jornada 6 | Jornada 6    | Jornada 6  | Jornada 6 | Jornada 6 |
| Local       | Resultado | Visitante     | Estadio              | Fecha         | Hora      | Espectadores | Amonestado | Expulsado |           |
| ----------- | --------- | ------------- | -------------------- | ------------- | --------- | ------------ | ---------- | --------- | --------- |
| Morelia     | 1 - 2     | UNAM          | Morelos              | 9 de febrero  | 19:00     | 22 240       | 4          | 0         |           |
| Tijuana     | 0 - 2     | Querétaro     | Caliente             | 9 de febrero  | 21:00     | 26 733       | 5          | 2         |           |
| Lobos BUAP  | 3 - 1     | Atlas         | Universitario BUAP   | 10 de febrero | 17:00     | 7 183        | 3          | 1         |           |
| Cruz Azul   | 0 - 2     | Necaxa        | Azul                 | 10 de febrero | 17:00     | 18 658       | 7          | 0         |           |
| Tigres      | 1 - 1     | América       | Universitario        | 10 de febrero | 19:00     | 41 478       | 6          | 0         |           |
| León        | 2 - 1     | Puebla        | León                 | 10 de febrero | 19:06     | 13 740       | 4          | 0         |           |
| Guadalajara | 0 - 2     | Santos Laguna | Akron                | 10 de febrero | 21:06     | 28 351       | 3          | 0         |           |
| Toluca      | 2 - 1     | Monterrey     | Nemesio Diez         | 11 de febrero | 12:00     | 18 755       | 5          | 1         |           |
| Veracruz    | 0 - 1     | Pachuca       | Luis "Pirata" Fuente | 11 de febrero | 18:00     | 17 808       | 5          | 1         |           |

| Jornada 7     | Jornada 7                                                                                               | Jornada 7   | Jornada 7              | Jornada 7     | Jornada 7 | Jornada 7    | Jornada 7  | Jornada 7 | Jornada 7 |
| Local         | Resultado                                                                                               | Visitante   | Estadio                | Fecha         | Hora      | Espectadores | Amonestado | Expulsado |           |
| ------------- | --- | ----------- | ---------------------- | ------------- | --------- | ------------ | ---------- | --------- | --------- |
| Atlas         | 1 - 1 Archivado el 16 de febrero de 2018 en Wayback Machine.                                            | Necaxa      | Jalisco                | 13 de febrero | 19:00     | 19 621       | 3          | 0         |           |
| Lobos BUAP    | 0 - 0 (enlace roto disponible en Internet Archive; véase el historial, la primera versión y la última). | Tigres      | Universitario BUAP     | 13 de febrero | 20:30     | 10 237       | 3          | 1         |           |
| América       | 4 - 1 (enlace roto disponible en Internet Archive; véase el historial, la primera versión y la última). | Morelia     | Azteca                 | 13 de febrero | 20:45     | 17 840       | 5          | 0         |           |
| Santos Laguna | 5 - 1 (enlace roto disponible en Internet Archive; véase el historial, la primera versión y la última). | León        | TSM Corona             | 14 de febrero | 19:00     | 18 018       | 4          | 0         |           |
| Querétaro     | 2 - 2 (enlace roto disponible en Internet Archive; véase el historial, la primera versión y la última). | Guadalajara | Corregidora            | 14 de febrero | 19:00     | 29 479       | 1          | 0         |           |
| Monterrey     | 2 - 2 Archivado el 16 de febrero de 2018 en Wayback Machine.                                            | Cruz Azul   | BBVA Bancomer          | 14 de febrero | 20:45     | 40 197       | 4          | 0         |           |
| Puebla        | 2 - 0 (enlace roto disponible en Internet Archive; véase el historial, la primera versión y la última). | Toluca      | Cuauhtémoc             | 14 de febrero | 21:00     | 13 025       | 6          | 2         |           |
| UNAM          | 1 - 2 Archivado el 16 de febrero de 2018 en Wayback Machine.                                            | Veracruz    | Olímpico Universitario | 14 de febrero | 21:00     | 18 905       | 7          | 0         |           |
| Pachuca       | 2 - 0 Archivado el 16 de febrero de 2018 en Wayback Machine.                                            | Tijuana     | Hidalgo                | 14 de febrero | 21:06     | 15 194       | 4          | 0         |           |

| Jornada 8   | Jornada 8                                                                                               | Jornada 8     | Jornada 8            | Jornada 8     | Jornada 8 | Jornada 8    | Jornada 8  | Jornada 8 | Jornada 8 |
| Local       | Resultado                                                                                               | Visitante     | Estadio              | Fecha         | Hora      | Espectadores | Amonestado | Expulsado |           |
| ----------- | --- | ------------- | -------------------- | ------------- | --------- | ------------ | ---------- | --------- | --------- |
| Morelia     | 2 - 1 (enlace roto disponible en Internet Archive; véase el historial, la primera versión y la última). | Lobos BUAP    | Morelos              | 16 de febrero | 19:00     | 18 918       | 6          | 0         |           |
| Cruz Azul   | 1 - 1 Archivado el 20 de febrero de 2018 en Wayback Machine.                                            | Puebla        | Azul                 | 17 de febrero | 17:00     | 12 187       | 3          | 0         |           |
| Tigres      | 2 - 0 Archivado el 19 de febrero de 2018 en Wayback Machine.                                            | Atlas         | Universitario        | 17 de febrero | 19:00     | 41 185       | 1          | 0         |           |
| León        | 1 - 1 Archivado el 20 de febrero de 2018 en Wayback Machine.                                            | Querétaro     | León                 | 17 de febrero | 19:06     | 13 074       | 5          | 1         |           |
| Tijuana     | 4 - 1 Archivado el 20 de febrero de 2018 en Wayback Machine.                                            | UNAM          | Caliente             | 17 de febrero | 20:30     | 27 333       | 9          | 1         |           |
| Necaxa      | 3 - 0 Archivado el 20 de febrero de 2018 en Wayback Machine.                                            | Monterrey     | Victoria             | 17 de febrero | 21:00     | 19 435       | 3          | 1         |           |
| Guadalajara | 1 - 1 Archivado el 20 de febrero de 2018 en Wayback Machine.                                            | Pachuca       | Akron                | 17 de febrero | 21:06     | 27 159       | 5          | 0         |           |
| Toluca      | 2 - 0 Archivado el 20 de febrero de 2018 en Wayback Machine.                                            | Santos Laguna | Nemesio Diez         | 18 de febrero | 12:00     | 17 285       | 7          | 1         |           |
| Veracruz    | 1 - 1 Archivado el 19 de febrero de 2018 en Wayback Machine.                                            | América       | Luis "Pirata" Fuente | 18 de febrero | 18:00     | 26 800       | 5          | 0         |           |

| Jornada 9     | Jornada 9                                                    | Jornada 9   | Jornada 9              | Jornada 9     | Jornada 9 | Jornada 9    | Jornada 9  | Jornada 9 | Jornada 9 |
| Local         | Resultado                                                    | Visitante   | Estadio                | Fecha         | Hora      | Espectadores | Amonestado | Expulsado |           |
| ------------- | ------------------------------------------------------------ | ----------- | ---------------------- | ------------- | --------- | ------------ | ---------- | --------- | --------- |
| Puebla        | 1 - 1                                                        | Necaxa      | Cuauhtémoc             | 23 de febrero | 21:00     | 17 717       | 0          | 0         |           |
| Atlas         | 0 - 1                                                        | Monterrey   | Jalisco                | 23 de febrero | 21:00     | 27 936       | 3          | 2         |           |
| Lobos BUAP    | 5 - 0                                                        | Veracruz    | Universitario BUAP     | 24 de febrero | 17:00     | 18 507       | 4          | 0         |           |
| Querétaro     | 0 - 2                                                        | Toluca      | Corregidora            | 24 de febrero | 17:00     | 20 063       | 3          | 0         |           |
| Tigres        | 2 - 1                                                        | Morelia     | Universitario          | 24 de febrero | 19:00     | 41 393       | 0          | 0         |           |
| Pachuca       | 2 - 1                                                        | León        | Hidalgo                | 24 de febrero | 19:06     | 21 902       | 5          | 0         |           |
| América       | 0 - 0                                                        | Tijuana     | Azteca                 | 24 de febrero | 21:00     | 23 907       | 6          | 0         |           |
| UNAM          | 1 - 1 Archivado el 27 de febrero de 2018 en Wayback Machine. | Guadalajara | Olímpico Universitario | 25 de febrero | 12:00     | 43 825       | 6          | 1         |           |
| Santos Laguna | 2 - 0 Archivado el 26 de febrero de 2018 en Wayback Machine. | Cruz Azul   | TSM Corona             | 25 de febrero | 18:00     | 27 349       | 5          | 0         |           |

| Jornada 10  | Jornada 10                                                                                              | Jornada 10    | Jornada 10           | Jornada 10 | Jornada 10 | Jornada 10   | Jornada 10 | Jornada 10 | Jornada 10 |
| Local       | Resultado                                                                                               | Visitante     | Estadio              | Fecha      | Hora       | Espectadores | Amonestado | Expulsado  |            |
| ----------- | --- | ------------- | -------------------- | ---------- | ---------- | ------------ | ---------- | ---------- | ---------- |
| Morelia     | 2 - 1 Archivado el 5 de marzo de 2018 en Wayback Machine.                                               | Atlas         | Morelos              | 2 de marzo | 21:00      | 20 733       | 4          | 1          |            |
| Tijuana     | 3 - 1 Archivado el 5 de marzo de 2018 en Wayback Machine.                                               | Lobos BUAP    | Caliente             | 2 de marzo | 21:00      | 25 333       | 7          | 0          |            |
| Cruz Azul   | 0 - 1 Archivado el 5 de marzo de 2018 en Wayback Machine.                                               | Querétaro     | Azul                 | 3 de marzo | 17:00      | 11 085       | 7          | 0          |            |
| Monterrey   | 1 - 3 Archivado el 5 de marzo de 2018 en Wayback Machine.                                               | Puebla        | BBVA Bancomer        | 3 de marzo | 19:00      | 41 817       | 3          | 0          |            |
| León        | 3 - 0 Archivado el 5 de marzo de 2018 en Wayback Machine.                                               | UNAM          | León                 | 3 de marzo | 19:06      | 24 947       | 5          | 1          |            |
| Necaxa      | 1 - 2 Archivado el 5 de marzo de 2018 en Wayback Machine.                                               | Santos Laguna | Victoria             | 3 de marzo | 21:00      | 18 485       | 1          | 1          |            |
| Guadalajara | 1 - 1 Archivado el 5 de marzo de 2018 en Wayback Machine.                                               | América       | Akron                | 3 de marzo | 21:06      | 42 179       | 7          | 0          |            |
| Toluca      | 2 - 1 Archivado el 5 de marzo de 2018 en Wayback Machine.                                               | Pachuca       | Nemesio Diez         | 4 de marzo | 12:00      | 23 128       | 0          | 0          |            |
| Veracruz    | 0 - 2 (enlace roto disponible en Internet Archive; véase el historial, la primera versión y la última). | Tigres        | Luis "Pirata" Fuente | 4 de marzo | 18:00      | 16 931       | 5          | 0          |            |

| Jornada 11    | Jornada 11                                                                                              | Jornada 11  | Jornada 11             | Jornada 11  | Jornada 11 | Jornada 11   | Jornada 11 | Jornada 11 | Jornada 11 |
| Local         | Resultado                                                                                               | Visitante   | Estadio                | Fecha       | Hora       | Espectadores | Amonestado | Expulsado  |            |
| ------------- | --- | ----------- | ---------------------- | ----------- | ---------- | ------------ | ---------- | ---------- | ---------- |
| Morelia       | 2 - 0 (enlace roto disponible en Internet Archive; véase el historial, la primera versión y la última). | Veracruz    | Morelos                | 9 de marzo  | 19:00      | 20 572       | 4          | 1          |            |
| Atlas         | 1 - 0 (enlace roto disponible en Internet Archive; véase el historial, la primera versión y la última). | Puebla      | Jalisco                | 9 de marzo  | 21:00      | 18 087       | 1          | 1          |            |
| Cruz Azul     | 5 - 0 Archivado el 13 de marzo de 2018 en Wayback Machine.                                              | Pachuca     | Azul                   | 10 de marzo | 17:00      | 18 082       | 4          | 0          |            |
| Lobos BUAP    | 0 - 1 (enlace roto disponible en Internet Archive; véase el historial, la primera versión y la última). | Guadalajara | Universitario BUAP     | 10 de marzo | 17:00      | 19 145       | 6          | 1          |            |
| Querétaro     | 1 - 1 Archivado el 13 de marzo de 2018 en Wayback Machine.                                              | Necaxa      | Corregidora            | 10 de marzo | 17:00      | 18 001       | 4          | 0          |            |
| Tigres        | 1 - 0 (enlace roto disponible en Internet Archive; véase el historial, la primera versión y la última). | Tijuana     | Universitario          | 10 de marzo | 19:00      | 41 304       | 2          | 1          |            |
| América       | 2 - 0 (enlace roto disponible en Internet Archive; véase el historial, la primera versión y la última). | León        | Azteca                 | 10 de marzo | 21:00      | 28 398       | 4          | 1          |            |
| UNAM          | 0 - 1 Archivado el 13 de marzo de 2018 en Wayback Machine.                                              | Toluca      | Olímpico Universitario | 11 de marzo | 12:00      | 25 055       | 3          | 0          |            |
| Santos Laguna | 3 - 2 (enlace roto disponible en Internet Archive; véase el historial, la primera versión y la última). | Monterrey   | TSM Corona             | 11 de marzo | 18:00      | 27 311       | 4          | 1          |            |

| Jornada 12  | Jornada 12 | Jornada 12    | Jornada 12           | Jornada 12  | Jornada 12 | Jornada 12   | Jornada 12 | Jornada 12 | Jornada 12 |
| Local       | Resultado  | Visitante     | Estadio              | Fecha       | Hora       | Espectadores | Amonestado | Expulsado  |            |
| ----------- | ---------- | ------------- | -------------------- | ----------- | ---------- | ------------ | ---------- | ---------- | ---------- |
| Puebla      | 0 - 1      | Santos Laguna | Cuauhtémoc           | 16 de marzo | 19:00      | 16 237       | 1          | 0          |            |
| Tijuana     | 1 - 1      | Morelia       | Caliente             | 16 de marzo | 20:00      | 26 333       | 8          | 1          |            |
| Cruz Azul   | 1 - 1      | UNAM          | Azul                 | 17 de marzo | 17:00      | 22 180       | 2          | 0          |            |
| Monterrey   | 3 - 1      | Querétaro     | BBVA Bancomer        | 17 de marzo | 19:00      | 41 072       | 1          | 0          |            |
| León        | 2 - 2      | Lobos BUAP    | León                 | 17 de marzo | 19:06      | 13 175       | 6          | 0          |            |
| Necaxa      | 2 - 2      | Pachuca       | Victoria             | 17 de marzo | 21:00      | 18 204       | 7          | 2          |            |
| América     | 1 - 2      | Toluca        | Azteca               | 17 de marzo | 21:00      | 37 170       | 9          | 3          |            |
| Guadalajara | 0 - 0      | Tigres        | Akron                | 17 de marzo | 21:06      | 37 014       | 2          | 0          |            |
| Veracruz    | 3 - 1      | Atlas         | Luis "Pirata" Fuente | 18 de marzo | 18:00      | 22 713       | 2          | 0          |            |

| Jornada 13 | Jornada 13 | Jornada 13    | Jornada 13             | Jornada 13  | Jornada 13 | Jornada 13   | Jornada 13 | Jornada 13 | Jornada 13 |
| Local      | Resultado  | Visitante     | Estadio                | Fecha       | Hora       | Espectadores | Amonestado | Expulsado  |            |
| ---------- | ---------- | ------------- | ---------------------- | ----------- | ---------- | ------------ | ---------- | ---------- | ---------- |
| Morelia    | 1 - 2      | Guadalajara   | Morelos                | 30 de marzo | 19:00      | 28 952       | 6          | 0          |            |
| Atlas      | 3 - 2      | Santos Laguna | Jalisco                | 30 de marzo | 21:00      | 27 978       | 6          | 1          |            |
| Lobos BUAP | 1 - 2      | Toluca        | Universitario BUAP     | 31 de marzo | 17:00      | 10 826       | 8          | 0          |            |
| Querétaro  | 2 - 1      | Puebla        | Corregidora            | 31 de marzo | 17:00      | 17 761       | 1          | 0          |            |
| Tigres     | 4 - 1      | León          | Universitario          | 31 de marzo | 19:00      | 41 319       | 0          | 0          |            |
| Pachuca    | 1 - 2      | Monterrey     | Hidalgo                | 31 de marzo | 19:06      | 26 723       | 4          | 0          |            |
| América    | 2 - 1      | Cruz Azul     | Azteca                 | 31 de marzo | 21:00      | 51 307       | 3          | 0          |            |
| UNAM       | 1 - 1      | Necaxa        | Olímpico Universitario | 1 de abril  | 12:00      | 26 150       | 8          | 1          |            |
| Veracruz   | 1 - 0      | Tijuana       | Luis "Pirata" Fuente   | 1 de abril  | 18:00      | 25 376       | 4          | 0          |            |

| Jornada 14    | Jornada 14                                                 | Jornada 14 | Jornada 14    | Jornada 14 | Jornada 14 | Jornada 14   | Jornada 14 | Jornada 14 | Jornada 14 |
| Local         | Resultado                                                  | Visitante  | Estadio       | Fecha      | Hora       | Espectadores | Amonestado | Expulsado  |            |
| ------------- | ---------------------------------------------------------- | ---------- | ------------- | ---------- | ---------- | ------------ | ---------- | ---------- | ---------- |
| Puebla        | 2 - 6                                                      | Pachuca    | Cuauhtémoc    | 6 de abril | 19:00      | 13 646       | 4          | 1          |            |
| Tijuana       | 2 - 2                                                      | Atlas      | Caliente      | 6 de abril | 21:00      | 26 933       | 3          | 0          |            |
| Cruz Azul     | 1 - 0                                                      | Lobos BUAP | Azul          | 7 de abril | 17:00      | 16 405       | 5          | 2          |            |
| Monterrey     | 2 - 1                                                      | UNAM       | BBVA Bancomer | 7 de abril | 19:00      | 44 306       | 6          | 1          |            |
| León          | 2 - 3                                                      | Morelia    | León          | 7 de abril | 19:06      | 16 589       | 5          | 1          |            |
| Necaxa        | 1 - 1                                                      | América    | Victoria      | 7 de abril | 21:00      | 22 750       | 6          | 2          |            |
| Guadalajara   | 0 - 1                                                      | Veracruz   | Akron         | 7 de abril | 21:06      | 28 453       | 2          | 0          |            |
| Toluca        | 1 - 0 Archivado el 10 de abril de 2018 en Wayback Machine. | Tigres     | Nemesio Diez  | 8 de abril | 12:00      | 27 480       | 6          | 0          |            |
| Santos Laguna | 3 - 0 Archivado el 10 de abril de 2018 en Wayback Machine. | Querétaro  | TSM Corona    | 8 de abril | 18:00      | 23 176       | 3          | 0          |            |

| Jornada 15 | Jornada 15                                                                                              | Jornada 15    | Jornada 15             | Jornada 15  | Jornada 15 | Jornada 15   | Jornada 15 | Jornada 15 | Jornada 15 |
| Local      | Resultado                                                                                               | Visitante     | Estadio                | Fecha       | Hora       | Espectadores | Amonestado | Expulsado  |            |
| ---------- | --- | ------------- | ---------------------- | ----------- | ---------- | ------------ | ---------- | ---------- | ---------- |
| Atlas      | 1 - 0 Archivado el 17 de abril de 2018 en Wayback Machine.                                              | Querétaro     | Jalisco                | 13 de abril | 21:00      | 33 223       | 4          | 0          |            |
| Tijuana    | 3 - 0 (enlace roto disponible en Internet Archive; véase el historial, la primera versión y la última). | Guadalajara   | Caliente               | 13 de abril | 21:00      | 27 333       | 6          | 0          |            |
| Lobos BUAP | 0 - 1 Archivado el 17 de abril de 2018 en Wayback Machine.                                              | Necaxa        | Universitario BUAP     | 14 de abril | 17:00      | 18 623       | 1          | 1          |            |
| Tigres     | 2 - 2 Archivado el 17 de abril de 2018 en Wayback Machine.                                              | Cruz Azul     | Universitario          | 14 de abril | 19:00      | 41 228       | 10         | 2          |            |
| Pachuca    | 3 - 1 (enlace roto disponible en Internet Archive; véase el historial, la primera versión y la última). | Santos Laguna | Hidalgo                | 14 de abril | 19:06      | 26 173       | 6          | 0          |            |
| Morelia    | 0 - 1 (enlace roto disponible en Internet Archive; véase el historial, la primera versión y la última). | Toluca        | Morelos                | 14 de abril | 20:30      | 23 581       | 4          | 1          |            |
| América    | 0 - 0 Archivado el 17 de abril de 2018 en Wayback Machine.                                              | Monterrey     | Azteca                 | 14 de abril | 21:00      | 26 784       | 4          | 1          |            |
| UNAM       | 4 - 2 (enlace roto disponible en Internet Archive; véase el historial, la primera versión y la última). | Puebla        | Olímpico Universitario | 15 de abril | 12:00      | 17 800       | 4          | 1          |            |
| Veracruz   | 1 - 2 Archivado el 17 de abril de 2018 en Wayback Machine.                                              | León          | Luis "Pirata" Fuente   | 15 de abril | 18:00      | 27 013       | 5          | 0          |            |

| Jornada 16    | Jornada 16                                                                                              | Jornada 16  | Jornada 16    | Jornada 16  | Jornada 16 | Jornada 16   | Jornada 16 | Jornada 16 | Jornada 16 |
| Local         | Resultado                                                                                               | Visitante   | Estadio       | Fecha       | Hora       | Espectadores | Amonestado | Expulsado  |            |
| ------------- | --- | ----------- | ------------- | ----------- | ---------- | ------------ | ---------- | ---------- | ---------- |
| Puebla        | 3 - 1 Archivado el 23 de abril de 2018 en Wayback Machine.                                              | América     | Cuauhtémoc    | 20 de abril | 19:00      | 37 449       | 8          | 1          |            |
| Atlas         | 1 - 0 (enlace roto disponible en Internet Archive; véase el historial, la primera versión y la última). | Guadalajara | Jalisco       | 20 de abril | 21:00      | 46 565       | 6          | 0          |            |
| Cruz Azul     | 2 - 0 (enlace roto disponible en Internet Archive; véase el historial, la primera versión y la última). | Morelia     | Azul          | 21 de abril | 17:00      | 27 253       | 6          | 0          |            |
| Querétaro     | 0 - 0 Archivado el 23 de abril de 2018 en Wayback Machine.                                              | Pachuca     | Corregidora   | 21 de abril | 17:00      | 16 446       | 2          | 0          |            |
| Monterrey     | 4 - 0 (enlace roto disponible en Internet Archive; véase el historial, la primera versión y la última). | Lobos BUAP  | BBVA Bancomer | 21 de abril | 19:00      | 44 819       | 2          | 0          |            |
| León          | 1 - 1 Archivado el 23 de abril de 2018 en Wayback Machine.                                              | Tijuana     | León          | 21 de abril | 19:06      | 17 445       | 6          | 0          |            |
| Necaxa        | 1 - 1 Archivado el 23 de abril de 2018 en Wayback Machine.                                              | Tigres      | Victoria      | 21 de abril | 21:00      | 23 165       | 3          | 0          |            |
| Toluca        | 3 - 0 (enlace roto disponible en Internet Archive; véase el historial, la primera versión y la última). | Veracruz    | Nemesio Diez  | 22 de abril | 12:00      | 25 183       | 4          | 0          |            |
| Santos Laguna | 1 - 2 Archivado el 23 de abril de 2018 en Wayback Machine.                                              | UNAM        | TSM Corona    | 22 de abril | 18:00      | 27 142       | 6          | 0          |            |

| Jornada 17  | Jornada 17 | Jornada 17    | Jornada 17             | Jornada 17  | Jornada 17 | Jornada 17   | Jornada 17 | Jornada 17 | Jornada 17 |
| Local       | Resultado  | Visitante     | Estadio                | Fecha       | Hora       | Espectadores | Amonestado | Expulsado  |            |
| ----------- | ---------- | ------------- | ---------------------- | ----------- | ---------- | ------------ | ---------- | ---------- | ---------- |
| Morelia     | 2 - 2      | Necaxa        | Morelos                | 27 de abril | 19:00      | 22 908       | 4          | 0          |            |
| Tijuana     | 1 - 0      | Toluca        | Caliente               | 27 de abril | 21:00      | 27 033       | 6          | 0          |            |
| Lobos BUAP  | 0 - 1      | Puebla        | Universitario BUAP     | 28 de abril | 17:00      | 10 876       | 4          | 0          |            |
| Tigres      | 2 - 2      | Monterrey     | Universitario          | 28 de abril | 19:00      | 41 615       | 6          | 1          |            |
| Pachuca     | 0 - 0      | Atlas         | Hidalgo                | 28 de abril | 19:06      | 26 857       | 1          | 1          |            |
| América     | 1 - 0      | Santos Laguna | Azteca                 | 28 de abril | 21:00      | 22 278       | 0          | 1          |            |
| Guadalajara | 0 - 2      | León          | Akron                  | 28 de abril | 21:06      | 20 793       | 4          | 0          |            |
| UNAM        | 1 - 1      | Querétaro     | Olímpico Universitario | 29 de abril | 12:00      | 33 150       | 1          | 1          |            |
| Veracruz    | 1 - 2      | Cruz Azul     | Luis "Pirata" Fuente   | 29 de abril | 18:00      | 25 830       | 3          | 0          |            |

## Tabla general
Fecha de actualización: 29 de abril de 2018
| Pos. | Equipo            | Pts. | PJ | G  | E  | P  | GF | GC | Dif. | Clasificación                   |
| ---- | ----------------- | ---- | -- | -- | -- | -- | -- | -- | ---- | ------------------------------- |
| 1    | Toluca            | 36   | 17 | 11 | 3  | 3  | 24 | 13 | +11  | Cuartos de final de la liguilla |
| 2    | América           | 29   | 17 | 7  | 8  | 2  | 24 | 14 | +10  | Cuartos de final de la liguilla |
| 3    | Monterrey         | 29   | 17 | 8  | 5  | 4  | 30 | 21 | +9   | Cuartos de final de la liguilla |
| 4    | Santos Laguna (C) | 29   | 17 | 9  | 2  | 6  | 29 | 20 | +9   | Cuartos de final de la liguilla |
| 5    | Tigres            | 28   | 17 | 7  | 7  | 3  | 23 | 16 | +7   | Cuartos de final de la liguilla |
| 6    | Tijuana           | 25   | 17 | 6  | 7  | 4  | 18 | 12 | +6   | Cuartos de final de la liguilla |
| 7    | UNAM              | 24   | 17 | 6  | 6  | 5  | 24 | 24 | 0    | Cuartos de final de la liguilla |
| 8    | Morelia           | 24   | 17 | 7  | 3  | 7  | 22 | 24 | −2   | Cuartos de final de la liguilla |
| 9    | Pachuca           | 23   | 17 | 6  | 5  | 6  | 29 | 27 | +2   |                                 |
| 10   | Puebla            | 23   | 17 | 7  | 2  | 8  | 23 | 24 | −1   |                                 |
| 11   | Necaxa            | 22   | 17 | 4  | 10 | 3  | 22 | 16 | +6   |                                 |
| 12   | Cruz Azul         | 22   | 17 | 5  | 7  | 5  | 22 | 18 | +4   |                                 |
| 13   | León              | 22   | 17 | 6  | 4  | 7  | 24 | 33 | −9   |                                 |
| 14   | Querétaro         | 18   | 17 | 4  | 6  | 7  | 13 | 18 | −5   |                                 |
| 15   | Atlas             | 18   | 17 | 5  | 3  | 9  | 17 | 26 | −9   |                                 |
| 16   | Veracruz          | 18   | 17 | 5  | 3  | 9  | 12 | 25 | −13  |                                 |
| 17   | Guadalajara       | 15   | 17 | 3  | 6  | 8  | 14 | 24 | −10  |                                 |
| 18   | Lobos BUAP (D)    | 9    | 17 | 2  | 3  | 12 | 18 | 33 | −15  | Descenso de categoría           |

 Fuente: [cita requerida]
Notas:
1. ↑  Lobos BUAP permanece en Primera División al pagar una multa de 120 millones de pesos.

### Evolución de la Clasificación
Fecha de actualización: 29 de abril de 2018
| Equipo / Jornada | 01 | 02 | 03 | 04 | 05 | 06 | 07 | 08 | 09 | 10 | 11 | 12 | 13 | 14 | 15 | 16 | 17 |
| ---------------- | -- | -- | -- | -- | -- | -- | -- | -- | -- | -- | -- | -- | -- | -- | -- | -- | -- |
| Toluca           | 9  | 15 | 11 | 11 | 11 | 7  | 10 | 9  | 4  | 3  | 3  | 2  | 1  | 1  | 1  | 1  | 1  |
| América          | 5  | 5  | 7  | 4  | 2  | 2  | 1  | 1  | 1  | 2  | 2  | 4  | 4  | 3  | 3  | 5  | 2  |
| Monterrey        | 7  | 4  | 6  | 2  | 1  | 3  | 4  | 7  | 3  | 8  | 8  | 6  | 5  | 5  | 5  | 3  | 3  |
| Santos Laguna    | 1  | 8  | 3  | 5  | 7  | 4  | 2  | 2  | 2  | 1  | 1  | 1  | 2  | 2  | 2  | 2  | 4  |
| Tigres           | 16 | 10 | 13 | 6  | 8  | 11 | 11 | 10 | 6  | 4  | 4  | 3  | 3  | 4  | 4  | 4  | 5  |
| Tijuana          | 12 | 7  | 8  | 3  | 5  | 9  | 12 | 8  | 10 | 6  | 7  | 8  | 8  | 7  | 7  | 8  | 6  |
| UNAM             | 2  | 1  | 1  | 1  | 3  | 1  | 3  | 3  | 5  | 9  | 9  | 9  | 9  | 12 | 10 | 6  | 7  |
| Morelia          | 8  | 6  | 14 | 7  | 4  | 5  | 7  | 5  | 11 | 7  | 5  | 5  | 6  | 6  | 6  | 7  | 8  |
| Pachuca          | 14 | 12 | 9  | 13 | 14 | 13 | 6  | 11 | 7  | 10 | 11 | 11 | 13 | 8  | 8  | 9  | 9  |
| Puebla           | 4  | 11 | 4  | 10 | 6  | 8  | 5  | 4  | 8  | 5  | 6  | 7  | 7  | 11 | 13 | 11 | 10 |
| Necaxa           | 11 | 13 | 15 | 12 | 12 | 10 | 9  | 6  | 9  | 12 | 10 | 10 | 10 | 10 | 9  | 10 | 11 |
| Cruz Azul        | 10 | 3  | 5  | 9  | 10 | 14 | 15 | 15 | 15 | 15 | 14 | 14 | 16 | 14 | 14 | 12 | 12 |
| León             | 3  | 2  | 2  | 8  | 9  | 6  | 8  | 12 | 12 | 11 | 12 | 12 | 15 | 16 | 12 | 13 | 13 |
| Querétaro        | 17 | 9  | 10 | 14 | 15 | 12 | 13 | 13 | 13 | 13 | 13 | 13 | 11 | 13 | 15 | 15 | 14 |
| Atlas            | 15 | 17 | 17 | 18 | 17 | 18 | 18 | 18 | 18 | 18 | 18 | 18 | 17 | 17 | 17 | 16 | 15 |
| Veracruz         | 13 | 16 | 16 | 16 | 13 | 15 | 14 | 14 | 14 | 14 | 16 | 16 | 14 | 9  | 11 | 14 | 16 |
| Guadalajara      | 6  | 14 | 12 | 15 | 16 | 16 | 16 | 16 | 17 | 16 | 15 | 15 | 12 | 15 | 16 | 17 | 17 |
| Lobos BUAP       | 18 | 18 | 18 | 17 | 18 | 17 | 17 | 17 | 16 | 17 | 17 | 17 | 18 | 18 | 18 | 18 | 18 |

## Tabla de Cocientes
Fecha de actualización: 29 de abril de 2018
| Posición | Equipo      | A15          | C16          | A16          | C17          | A17 | C18 | Puntos | A15-DG       | C16-DG       | A16-DG       | C17-DG       | A17-DG | C18-DG | Juegos | Dif | Cociente |
| -------- | ----------- | ------------ | ------------ | ------------ | ------------ | --- | --- | ------ | ------------ | ------------ | ------------ | ------------ | ------ | ------ | ------ | --- | -------- |
| 1        | Monterrey   | 23           | 37           | 25           | 27           | 37  | 29  | 178    | 3            | 15           | 9            | 8            | 17     | 9      | 102    | 61  | 1.7451   |
| 2        | Toluca      | 32           | 22           | 24           | 27           | 29  | 36  | 170    | 9            | -1           | 1            | 1            | 3      | 11     | 102    | 25  | 1.6667   |
| 3        | América     | 28           | 29           | 28           | 24           | 30  | 29  | 168    | 9            | 12           | 3            | 0            | 5      | 10     | 102    | 40  | 1.6471   |
| 4        | Tigres      | 28           | 24           | 30           | 25           | 32  | 28  | 167    | 10           | 10           | 9            | 14           | 12     | 7      | 102    | 62  | 1.6373   |
| 5        | León        | 30           | 30           | 26           | 20           | 26  | 22  | 154    | 1            | 10           | 0            | -2           | 4      | -9     | 102    | 0   | 1.5098   |
| 6        | Morelia     | 23           | 28           | 20           | 24           | 29  | 24  | 148    | 0            | 1            | -6           | 3            | 8      | -2     | 102    | 4   | 1.4510   |
| 7        | Pachuca     | 21           | 30           | 31           | 24           | 19  | 23  | 148    | -3           | 15           | 15           | 0            | -2     | 2      | 102    | 27  | 1.4510   |
| 8        | Tijuana     | 16           | 18           | 33           | 31           | 21  | 25  | 144    | -3           | -9           | 12           | 8            | -6     | 6      | 102    | 8   | 1.4118   |
| 9        | Necaxa      | 'Ascenso MX' | 'Ascenso MX' | 26           | 21           | 24  | 22  | 93     | 'Ascenso MX' | 'Ascenso MX' | 6            | -5           | 4      | 6      | 68     | 11  | 1.3676   |
| 10       | UNAM        | 35           | 22           | 27           | 18           | 13  | 24  | 139    | 17           | -1           | 6            | -9           | -11    | 0      | 102    | -24 | 1.3627   |
| 11       | Guadalajara | 21           | 28           | 28           | 27           | 18  | 15  | 137    | -3           | 10           | 4            | 3            | -2     | -10    | 102    | 1   | 1.3431   |
| 12       | Santos      | 17           | 27           | 16           | 26           | 18  | 29  | 133    | -3           | 2            | -11          | 5            | -3     | 9      | 102    | -1  | 1.3039   |
| 13       | Cruz Azul   | 20           | 22           | 19           | 21           | 27  | 22  | 131    | -6           | 1            | 2            | -1           | 0      | 4      | 102    | 0   | 1.2843   |
| 14       | Puebla      | 27           | 22           | 20           | 16           | 16  | 23  | 124    | 2            | -5           | -5           | -7           | -6     | -1     | 102    | -22 | 1.2157   |
| 15       | Atlas       | 17           | 14           | 19           | 26           | 25  | 18  | 119    | -11          | -8           | -4           | 4            | 4      | -9     | 102    | -24 | 1.1667   |
| 16       | Querétaro   | 22           | 19           | 20           | 19           | 16  | 18  | 114    | 0            | -5           | -4           | -6           | -8     | -5     | 102    | -28 | 1.1176   |
| 17       | Veracruz    | 27           | 14           | 12           | 21           | 14  | 18  | 106    | -4           | -16          | -16          | -6           | -14    | -13    | 102    | -69 | 1.0392   |
| 18       | Lobos BUAP  | 'Ascenso MX' | 'Ascenso MX' | 'Ascenso MX' | 'Ascenso MX' | 23  | 9   | 32     | 'Ascenso MX' | 'Ascenso MX' | 'Ascenso MX' | 'Ascenso MX' | -5     | -15    | 34     | -20 | 0.9412   |

|  | Desciende a la Liga de Ascenso |

## Liguilla
|  | Cuartos de final                                           | Cuartos de final                                           | Cuartos de final                                           | Cuartos de final                                           | Cuartos de final                                           |   |   | Semifinales                                          | Semifinales                                          | Semifinales                                          | Semifinales                                          | Semifinales                                          |  |   | Final                                                | Final                                                | Final                                                | Final                                                | Final                                                |  |
|  | 2 y 3 de mayo de 2018 (ida) 5 y 6 de mayo de 2018 (vuelta) | 2 y 3 de mayo de 2018 (ida) 5 y 6 de mayo de 2018 (vuelta) | 2 y 3 de mayo de 2018 (ida) 5 y 6 de mayo de 2018 (vuelta) | 2 y 3 de mayo de 2018 (ida) 5 y 6 de mayo de 2018 (vuelta) | 2 y 3 de mayo de 2018 (ida) 5 y 6 de mayo de 2018 (vuelta) |   |   | 10 de mayo de 2018 (ida) 13 de mayo de 2018 (vuelta) | 10 de mayo de 2018 (ida) 13 de mayo de 2018 (vuelta) | 10 de mayo de 2018 (ida) 13 de mayo de 2018 (vuelta) | 10 de mayo de 2018 (ida) 13 de mayo de 2018 (vuelta) | 10 de mayo de 2018 (ida) 13 de mayo de 2018 (vuelta) |  |   | 17 de mayo de 2018 (ida) 20 de mayo de 2018 (vuelta) | 17 de mayo de 2018 (ida) 20 de mayo de 2018 (vuelta) | 17 de mayo de 2018 (ida) 20 de mayo de 2018 (vuelta) | 17 de mayo de 2018 (ida) 20 de mayo de 2018 (vuelta) | 17 de mayo de 2018 (ida) 20 de mayo de 2018 (vuelta) |  |
|  |                                                            |                                                            |                                                            |                                                            |                                                            |   |   |                                                      |                                                      |                                                      |                                                      |                                                      |  |   |                                                      |                                                      |                                                      |                                                      |                                                      |  |
|  |                                                            |                                                            |                                                            |                                                            |                                                            |   |   |                                                      |                                                      |                                                      |                                                      |                                                      |  |   |                                                      |                                                      |                                                      |                                                      |                                                      |  |
|  | 1                                                          | Toluca (*)                                                 | 2                                                          | 2                                                          | 4                                                          |   |   |                                                      |                                                      |                                                      |                                                      |                                                      |  |   |                                                      |                                                      |                                                      |                                                      |                                                      |  |
|  | 1                                                          | Toluca (*)                                                 | 2                                                          | 2                                                          | 4                                                          |   |   |                                                      |                                                      |                                                      |                                                      |                                                      |  |   |                                                      |                                                      |                                                      |                                                      |                                                      |  |
|  | 8                                                          | Morelia                                                    | 2                                                          | 2                                                          | 4                                                          |   |   |                                                      |                                                      |                                                      |                                                      |                                                      |  |   |                                                      |                                                      |                                                      |                                                      |                                                      |  |
|  | 8                                                          | Morelia                                                    | 2                                                          | 2                                                          | 4                                                          |   | 1 | Toluca                                               | 1                                                    | 4                                                    | 5                                                    |                                                      |  |   |                                                      |                                                      |                                                      |                                                      |                                                      |  |
|  |                                                            |                                                            |                                                            |                                                            |                                                            |   | 1 | Toluca                                               | 1                                                    | 4                                                    | 5                                                    |                                                      |  |   |                                                      |                                                      |                                                      |                                                      |                                                      |  |
|  |                                                            |                                                            | 6                                                          | Tijuana                                                    | 2                                                          | 1 | 3 |                                                      |                                                      |                                                      |                                                      |                                                      |  |   |                                                      |                                                      |                                                      |                                                      |                                                      |  |
|  | 3                                                          | Monterrey                                                  | 6                                                          | Tijuana                                                    | 2                                                          | 1 | 3 | 1                                                    | 1                                                    | 2                                                    |                                                      |                                                      |  |   |                                                      |                                                      |                                                      |                                                      |                                                      |  |
|  | 3                                                          | Monterrey                                                  |                                                            |                                                            |                                                            |   |   |                                                      |                                                      | 2                                                    |                                                      |                                                      |  |   |                                                      |                                                      |                                                      |                                                      |                                                      |  |
|  | 6                                                          | Tijuana                                                    | 1                                                          | 2                                                          | 3                                                          |   |   |                                                      |                                                      |                                                      |                                                      |                                                      |  |   |                                                      |                                                      |                                                      |                                                      |                                                      |  |
|  | 6                                                          | Tijuana                                                    | 1                                                          | 2                                                          | 3                                                          |   |   |                                                      |                                                      |                                                      |                                                      |                                                      |  | 1 | Toluca                                               | 1                                                    | 1                                                    | 2                                                    |                                                      |  |
|  |                                                            |                                                            |                                                            |                                                            |                                                            |   |   |                                                      |                                                      |                                                      |                                                      |                                                      |  | 1 | Toluca                                               | 1                                                    | 1                                                    | 2                                                    |                                                      |  |
|  |                                                            |                                                            | 4                                                          | Santos                                                     | 2                                                          | 1 | 3 |                                                      |                                                      |                                                      |                                                      |                                                      |  |   |                                                      |                                                      |                                                      |                                                      |                                                      |  |
|  | 2                                                          | América                                                    | 4                                                          | Santos                                                     | 2                                                          | 1 | 3 | 4                                                    | 2                                                    | 6                                                    |                                                      |                                                      |  |   |                                                      |                                                      |                                                      |                                                      |                                                      |  |
|  | 2                                                          | América                                                    |                                                            |                                                            |                                                            |   |   |                                                      |                                                      | 6                                                    |                                                      |                                                      |  |   |                                                      |                                                      |                                                      |                                                      |                                                      |  |
|  | 7                                                          | UNAM                                                       | 1                                                          | 1                                                          | 2                                                          |   |   |                                                      |                                                      |                                                      |                                                      |                                                      |  |   |                                                      |                                                      |                                                      |                                                      |                                                      |  |
|  | 7                                                          | UNAM                                                       | 1                                                          | 1                                                          | 2                                                          |   | 2 | América                                              | 1                                                    | 2                                                    | 3                                                    |                                                      |  |   |                                                      |                                                      |                                                      |                                                      |                                                      |  |
|  |                                                            |                                                            |                                                            |                                                            |                                                            |   | 2 | América                                              | 1                                                    | 2                                                    | 3                                                    |                                                      |  |   |                                                      |                                                      |                                                      |                                                      |                                                      |  |
|  |                                                            |                                                            | 4                                                          | Santos                                                     | 4                                                          | 2 | 6 |                                                      |                                                      |                                                      |                                                      |                                                      |  |   |                                                      |                                                      |                                                      |                                                      |                                                      |  |
|  | 4                                                          | Santos (*)                                                 | 4                                                          | Santos                                                     | 4                                                          | 2 | 6 | 0                                                    | 2                                                    | 2                                                    |                                                      |                                                      |  |   |                                                      |                                                      |                                                      |                                                      |                                                      |  |
|  | 4                                                          | Santos (*)                                                 |                                                            |                                                            |                                                            |   |   |                                                      |                                                      | 2                                                    |                                                      |                                                      |  |   |                                                      |                                                      |                                                      |                                                      |                                                      |  |
|  | 5                                                          | Tigres                                                     | 2                                                          | 0                                                          | 2                                                          |   |   |                                                      |                                                      |                                                      |                                                      |                                                      |  |   |                                                      |                                                      |                                                      |                                                      |                                                      |  |
|  | 5                                                          | Tigres                                                     | 2                                                          | 0                                                          | 2                                                          |   |   |                                                      |                                                      |                                                      |                                                      |                                                      |  |   |                                                      |                                                      |                                                      |                                                      |                                                      |  |
|  |                                                            |                                                            |                                                            |                                                            |                                                            |   |   |                                                      |                                                      |                                                      |                                                      |                                                      |  |   |                                                      |                                                      |                                                      |                                                      |                                                      |  |

- Campeón y subcampeón clasifican a la Liga de Campeones de la Concacaf 2019.
- Campeón clasifica al Campeón de Campeones 2017-18.
- (*) Avanzan por su posición en la tabla

### Cuartos de final

#### Toluca - Morelia
| 3 de mayo de 2018, 21:30 | Morelia                   | 2:2 (0:1) | Toluca                     | Estadio Morelos, Morelia                                      |                                                               |
|                          | Osuna 55' · Loeschbor 62' | Reporte   | Barrientos 14' · Uribe 78' | Asistencia: 19 083 espectadores Árbitro(s): Jorge Pérez Durán | Asistencia: 19 083 espectadores Árbitro(s): Jorge Pérez Durán |

| 6 de mayo de 2018, 12:00                                    | Toluca                  | 2:2 (1:0) (Global 4:4) | Morelia                          | Estadio Nemesio Díez, Toluca                                       |                                                                    |
|                                                             | Borja 2' · Sambueza 86' | Reporte                | Loeschbor 90+2' · Sansores 90+3' | Asistencia: 23 045 espectadores Árbitro(s): César Ramos Palazuelos | Asistencia: 23 045 espectadores Árbitro(s): César Ramos Palazuelos |
| Toluca avanzó a Semifinales por mejor posición en la tabla. |                         |                        |                                  |                                                                    |                                                                    |

#### América - UNAM
| 2 de mayo de 2018, 19:30 | UNAM         | 1:4 (1:3) | América                       | Estadio Olímpico Universitario, Ciudad de México                   |                                                                    |
|                          | Castillo 44' | Reporte   | Uribe 1', 38' · Ménez 30' 61' | Asistencia: 34 350 espectadores Árbitro(s): Luis Enrique Santander | Asistencia: 34 350 espectadores Árbitro(s): Luis Enrique Santander |

| 5 de mayo de 2018, 19:00      | América                 | 2:1 (1:1) (Global 6:2) | UNAM         | Estadio Azteca, Ciudad de México                                |                                                                 |
|                               | Uribe 4' · Ibargüen 80' | Reporte                | Gallardo 44' | Asistencia: 41 598 espectadores Árbitro(s): Marco Antonio Ortiz | Asistencia: 41 598 espectadores Árbitro(s): Marco Antonio Ortiz |
| América avanzó a Semifinales. |                         |                        |              |                                                                 |                                                                 |

#### Monterrey - Tijuana
| 2 de mayo de 2018, 21:30 | Tijuana    | 1:1 (0:1) | Monterrey | Estadio Caliente, Tijuana                                            |                                                                      |
|                          | Rivero 53' | Reporte   | Pabón 39' | Asistencia: 25 333 espectadores Árbitro(s): Adonai Escobedo González | Asistencia: 25 333 espectadores Árbitro(s): Adonai Escobedo González |

| 5 de mayo de 2018, 21:00      | Monterrey | 1:2 (0:2) (Global 2:3) | Tijuana                 | Estadio BBVA Bancomer, Guadalupe                              |                                                               |
|                               | Pabón 47' |                        | Bolaños 5' · Lucero 23' | Asistencia: 33 790 espectadores Árbitro(s): Fernando Guerrero | Asistencia: 33 790 espectadores Árbitro(s): Fernando Guerrero |
| Tijuana avanzó a Semifinales. |           |                        |                         |                                                               |                                                               |

#### Santos - Tigres
| 3 de mayo de 2018, 19:30 | Tigres                 | 2:0 (1:0) | Santos | Estadio Universitario, San Nicolás                               |                                                                  |
|                          | Ayala 22' · Gignac 79' | Reporte   |        | Asistencia: 40 094 espectadores Árbitro(s): Diego Montaño Robles | Asistencia: 40 094 espectadores Árbitro(s): Diego Montaño Robles |

| 6 de mayo de 2018, 18:00                                    | Santos                     | 2:0 (1:0) (Global 2:2) | Tigres | Estadio Corona, Torreón                                       |                                                               |
|                                                             | Martínez 17' · Djaniny 73' | Reporte                |        | Asistencia: 26 442 espectadores Árbitro(s): Jorge Isaac Rojas | Asistencia: 26 442 espectadores Árbitro(s): Jorge Isaac Rojas |
| Santos avanzó a Semifinales por mejor posición en la tabla. |                            |                        |        |                                                               |                                                               |

### Semifinales

#### Toluca - Tijuana
| 10 de mayo de 2018, 21:30 | Tijuana         | 2:1 (1:0) | Toluca      | Estadio Caliente, Tijuana                                     |                                                               |
|                           | Lucero 27', 50' | Reporte   | 90+4' Uribe | Asistencia: 27 333 espectadores Árbitro(s): Jorge Isaac Rojas | Asistencia: 27 333 espectadores Árbitro(s): Jorge Isaac Rojas |

| 13 de mayo de 2018, 12:00 | Toluca                              | 4:1 (2:0) (Global 5:3) | Tijuana    | Estadio Nemesio Díez, Toluca                                  |                                                               |
|                           | Uribe 9', 31', 86' · Barrientos 89' | Reporte                | 66' Chávez | Asistencia: 27 480 espectadores Árbitro(s): Fernando Guerrero | Asistencia: 27 480 espectadores Árbitro(s): Fernando Guerrero |
| Toluca avanzó a la Final. |                                     |                        |            |                                                               |                                                               |

#### América - Santos
| 10 de mayo de 2018, 19:30 | Santos                                    | 4:1 (2:1) | América       | Estadio Corona, Torreón                                            |                                                                    |
|                           | Martínez 15' · Furch 38', 54' · Cetre 79' | Reporte   | 32' Domínguez | Asistencia: 29 097 espectadores Árbitro(s): César Ramos Palazuelos | Asistencia: 29 097 espectadores Árbitro(s): César Ramos Palazuelos |

| 13 de mayo de 2018, 19:00 | América                    | 2:2 (2:1) (Global 3:6) | Santos                      | Estadio Azteca, Ciudad de México                              |                                                               |
|                           | Domínguez 11' · Valdez 23' | Reporte                | 41' Rodríguez · 85' Isijara | Asistencia: 53 218 espectadores Árbitro(s): Jorge Pérez Durán | Asistencia: 53 218 espectadores Árbitro(s): Jorge Pérez Durán |
| Santos avanzó a la Final. |                            |                        |                             |                                                               |                                                               |

### Final

#### Toluca - Santos
| 17 de mayo de 2018, 20:00 | Santos                  | 2:1 (0:0) | Toluca       | Estadio Corona, Torreón                                       |                                                               |
|                           | Djaniny 71' · Furch 89' | Reporte   | 53' Quiñones | Asistencia: 29 215 espectadores Árbitro(s): Fernando Guerrero | Asistencia: 29 215 espectadores Árbitro(s): Fernando Guerrero |

| 20 de mayo de 2018, 19:00                | Toluca     | 1:1 (0:1) (Global 2:3) | Santos    | Estadio Nemesio Díez, Toluca                                       |                                                                    |
|                                          | Hauche 82' | Reporte                | 10' Furch | Asistencia: 34 298 espectadores Árbitro(s): César Ramos Palazuelos | Asistencia: 34 298 espectadores Árbitro(s): César Ramos Palazuelos |
| Santos Campeón del Torneo Clausura 2018. |            |                        |           |                                                                    |                                                                    |

#### Final - Ida
| 1     | POR   | Jonathan Orozco    |     |
| 2     | DEF   | José Abella        |     |
| 3     | DEF   | Gerardo Alcoba     |     |
| 24    | DEF   | Carlos Izquierdoz  |     |
| 98    | DEF   | Jesús Angulo       |     |
| 10    | MED   | Osvaldo Martínez   |     |
| 15    | MED   | Brian Lozano       |     |
| 23    | MED   | José Vázquez       |     |
| 9     | DEL   | Julio Furch        |     |
| 13    | DEL   | Jonathan Rodríguez | 64' |
| 21    | DEL   | Djaniny Tavares    | 80' |
| D. T. | D. T. | Robert Siboldi     |     |

| 1     | POR   | Alfredo Talavera |     |
| 3     | DEF   | Santiago García  |     |
| 5     | DEF   | Osvaldo González |     |
| 26    | DEF   | Cristian Borja   |     |
| 29    | DEF   | Rodrigo Salinas  |     |
| 14    | MED   | Rubens Sambueza  |     |
| 15    | MED   | Antonio Ríos     |     |
| 17    | MED   | Leonel López     |     |
| 24    | MED   | Pablo Barrientos | 77' |
| 20    | DEL   | Fernando Uribe   |     |
| 23    | DEL   | Luis Quiñones    |     |
| D. T. | D. T. | Hernán Cristante |     |

| 7  | Centrocampista | Jesús Isijara | 64' |
| 12 | Delantero      | Edwuin Cetre  | 80' |

| 28 | Defensa | Jorge Sartiaguín | 77' |

| 71' · 89' | Djaniny Tavares Julio Furch | 1:1 2:1 |

| 53' | Luis Quiñones | 0:1 |

| 68' | Jesús Angulo |

| 68' · 90+3' | Luis Quiñones Santiago García |

| Principal  | Fernando Guerrero |
| Asistentes | Alberto Morin     |
|            | Pablo Hernández   |
| Cuarto     | Adonai Escobedo   |

|                    |     |     |
| Tiros              | 4   | 3   |
| Tiros a puerta     | 2   | 2   |
| Faltas             | 8   | 6   |
| Saques de esquina  | 4   | 3   |
| Penaltis           | 0   | 0   |
| Fueras de juego    | 2   | 1   |
| Posesión del balón | 52% | 48% |

| Alineación inicial |

| 1     | POR   | Jonathan Orozco    |     |
| 2     | DEF   | José Abella        |     |
| 3     | DEF   | Gerardo Alcoba     |     |
| 24    | DEF   | Carlos Izquierdoz  |     |
| 98    | DEF   | Jesús Angulo       |     |
| 10    | MED   | Osvaldo Martínez   |     |
| 15    | MED   | Brian Lozano       |     |
| 23    | MED   | José Vázquez       |     |
| 9     | DEL   | Julio Furch        |     |
| 13    | DEL   | Jonathan Rodríguez | 64' |
| 21    | DEL   | Djaniny Tavares    | 80' |
| D. T. | D. T. | Robert Siboldi     |     |

| 1     | POR   | Alfredo Talavera |     |
| 3     | DEF   | Santiago García  |     |
| 5     | DEF   | Osvaldo González |     |
| 26    | DEF   | Cristian Borja   |     |
| 29    | DEF   | Rodrigo Salinas  |     |
| 14    | MED   | Rubens Sambueza  |     |
| 15    | MED   | Antonio Ríos     |     |
| 17    | MED   | Leonel López     |     |
| 24    | MED   | Pablo Barrientos | 77' |
| 20    | DEL   | Fernando Uribe   |     |
| 23    | DEL   | Luis Quiñones    |     |
| D. T. | D. T. | Hernán Cristante |     |

| 7  | Centrocampista | Jesús Isijara | 64' |
| 12 | Delantero      | Edwuin Cetre  | 80' |

| 28 | Defensa | Jorge Sartiaguín | 77' |

| 71' · 89' | Djaniny Tavares Julio Furch | 1:1 2:1 |

| 53' | Luis Quiñones | 0:1 |

| 68' | Jesús Angulo |

| 68' · 90+3' | Luis Quiñones Santiago García |

| Principal  | Fernando Guerrero |
| Asistentes | Alberto Morin     |
|            | Pablo Hernández   |
| Cuarto     | Adonai Escobedo   |

|                    |     |     |
| Tiros              | 4   | 3   |
| Tiros a puerta     | 2   | 2   |
| Faltas             | 8   | 6   |
| Saques de esquina  | 4   | 3   |
| Penaltis           | 0   | 0   |
| Fueras de juego    | 2   | 1   |
| Posesión del balón | 52% | 48% |

| Alineación inicial |

| 1     | POR   | Jonathan Orozco    |     |
| 2     | DEF   | José Abella        |     |
| 3     | DEF   | Gerardo Alcoba     |     |
| 24    | DEF   | Carlos Izquierdoz  |     |
| 98    | DEF   | Jesús Angulo       |     |
| 10    | MED   | Osvaldo Martínez   |     |
| 15    | MED   | Brian Lozano       |     |
| 23    | MED   | José Vázquez       |     |
| 9     | DEL   | Julio Furch        |     |
| 13    | DEL   | Jonathan Rodríguez | 64' |
| 21    | DEL   | Djaniny Tavares    | 80' |
| D. T. | D. T. | Robert Siboldi     |     |

| 1     | POR   | Alfredo Talavera |     |
| 3     | DEF   | Santiago García  |     |
| 5     | DEF   | Osvaldo González |     |
| 26    | DEF   | Cristian Borja   |     |
| 29    | DEF   | Rodrigo Salinas  |     |
| 14    | MED   | Rubens Sambueza  |     |
| 15    | MED   | Antonio Ríos     |     |
| 17    | MED   | Leonel López     |     |
| 24    | MED   | Pablo Barrientos | 77' |
| 20    | DEL   | Fernando Uribe   |     |
| 23    | DEL   | Luis Quiñones    |     |
| D. T. | D. T. | Hernán Cristante |     |

| 7  | Centrocampista | Jesús Isijara | 64' |
| 12 | Delantero      | Edwuin Cetre  | 80' |

| 28 | Defensa | Jorge Sartiaguín | 77' |

| 71' · 89' | Djaniny Tavares Julio Furch | 1:1 2:1 |

| 53' | Luis Quiñones | 0:1 |

| 68' | Jesús Angulo |

| 68' · 90+3' | Luis Quiñones Santiago García |

| Principal  | Fernando Guerrero |
| Asistentes | Alberto Morin     |
|            | Pablo Hernández   |
| Cuarto     | Adonai Escobedo   |

|                    |     |     |
| Tiros              | 4   | 3   |
| Tiros a puerta     | 2   | 2   |
| Faltas             | 8   | 6   |
| Saques de esquina  | 4   | 3   |
| Penaltis           | 0   | 0   |
| Fueras de juego    | 2   | 1   |
| Posesión del balón | 52% | 48% |

| Alineación inicial |

| 1     | POR   | Jonathan Orozco    |     |
| 2     | DEF   | José Abella        |     |
| 3     | DEF   | Gerardo Alcoba     |     |
| 24    | DEF   | Carlos Izquierdoz  |     |
| 98    | DEF   | Jesús Angulo       |     |
| 10    | MED   | Osvaldo Martínez   |     |
| 15    | MED   | Brian Lozano       |     |
| 23    | MED   | José Vázquez       |     |
| 9     | DEL   | Julio Furch        |     |
| 13    | DEL   | Jonathan Rodríguez | 64' |
| 21    | DEL   | Djaniny Tavares    | 80' |
| D. T. | D. T. | Robert Siboldi     |     |

| 1     | POR   | Alfredo Talavera |     |
| 3     | DEF   | Santiago García  |     |
| 5     | DEF   | Osvaldo González |     |
| 26    | DEF   | Cristian Borja   |     |
| 29    | DEF   | Rodrigo Salinas  |     |
| 14    | MED   | Rubens Sambueza  |     |
| 15    | MED   | Antonio Ríos     |     |
| 17    | MED   | Leonel López     |     |
| 24    | MED   | Pablo Barrientos | 77' |
| 20    | DEL   | Fernando Uribe   |     |
| 23    | DEL   | Luis Quiñones    |     |
| D. T. | D. T. | Hernán Cristante |     |

| 7  | Centrocampista | Jesús Isijara | 64' |
| 12 | Delantero      | Edwuin Cetre  | 80' |

| 28 | Defensa | Jorge Sartiaguín | 77' |

| 71' · 89' | Djaniny Tavares Julio Furch | 1:1 2:1 |

| 53' | Luis Quiñones | 0:1 |

| 68' | Jesús Angulo |

| 68' · 90+3' | Luis Quiñones Santiago García |

| Principal  | Fernando Guerrero |
| Asistentes | Alberto Morin     |
|            | Pablo Hernández   |
| Cuarto     | Adonai Escobedo   |

|                    |     |     |
| Tiros              | 4   | 3   |
| Tiros a puerta     | 2   | 2   |
| Faltas             | 8   | 6   |
| Saques de esquina  | 4   | 3   |
| Penaltis           | 0   | 0   |
| Fueras de juego    | 2   | 1   |
| Posesión del balón | 52% | 48% |

| Alineación inicial |

#### Final - Vuelta
| 1     | POR   | Alfredo Talavera |     |
| 3     | DEF   | Santiago García  | 69' |
| 5     | DEF   | Osvaldo González |     |
| 26    | DEF   | Cristian Borja   |     |
| 29    | DEF   | Rodrigo Salinas  |     |
| 14    | MED   | Rubens Sambueza  |     |
| 15    | MED   | Antonio Ríos     |     |
| 17    | MED   | Leonel López     | 46' |
| 24    | MED   | Pablo Barrientos | 29' |
| 20    | DEL   | Fernando Uribe   |     |
| 23    | DEL   | Luis Quiñones    |     |
| D. T. | D. T. | Hernán Cristante |     |

| 1     | POR   | Jonathan Orozco   |     |
| 2     | DEF   | José Abella       |     |
| 3     | DEF   | Gerardo Alcoba    |     |
| 24    | DEF   | Carlos Izquierdoz |     |
| 98    | DEF   | Jesús Angulo      |     |
| 10    | MED   | Osvaldo Martínez  | 54' |
| 15    | MED   | Brian Lozano      |     |
| 23    | MED   | José Vázquez      |     |
| 27    | MED   | Javier Cortés     | 54' |
| 9     | DEL   | Julio Furch       |     |
| 21    | DEL   | Djaniny Tavares   | 65' |
| D. T. | D. T. | Robert Siboldi    |     |

| 24 | Delantero      | Alexis Canelo  | 29' |
| 10 | Centrocampista | Ángel Reyna    | 46' |
| 7  | Centrocampista | Gabriel Hauche | 69' |

| 19 | Defensa        | Jorge Villafaña    | 54' |
| 13 | Centrocampista | Diego de Buen      | 54' |
| 13 | Delantero      | Jonathan Rodríguez | 65' |

| 82' | Gabriel Hauche | 1:1 |

| 10' | Julio Furch | 0:1 |

| 42' · 74' · 84' · 90+5' | Fernando Uribe Luis Quiñones Rubens Sambueza Gabriel Hauche |

| 42' · 73' · 77' · 85' | Osvaldo Martínez Jonathan Rodríguez Jesús Angulo Jonathan Orozco |

| Principal  | César Ramos Palazuelos |
| Asistentes | José Luis Camargo      |
|            | Miguel Ángel Hernández |
| Cuarto     | Jorge Isaac Rojas      |

|                    |     |     |
| Tiros              | 3   | 3   |
| Tiros a puerta     | 4   | 3   |
| Faltas             | 5   | 8   |
| Saques de esquina  | 2   | 4   |
| Penaltis           | 0   | 0   |
| Fueras de juego    | 3   | 2   |
| Posesión del balón | 56% | 44% |

| Alineación inicial |

| 1     | POR   | Alfredo Talavera |     |
| 3     | DEF   | Santiago García  | 69' |
| 5     | DEF   | Osvaldo González |     |
| 26    | DEF   | Cristian Borja   |     |
| 29    | DEF   | Rodrigo Salinas  |     |
| 14    | MED   | Rubens Sambueza  |     |
| 15    | MED   | Antonio Ríos     |     |
| 17    | MED   | Leonel López     | 46' |
| 24    | MED   | Pablo Barrientos | 29' |
| 20    | DEL   | Fernando Uribe   |     |
| 23    | DEL   | Luis Quiñones    |     |
| D. T. | D. T. | Hernán Cristante |     |

| 1     | POR   | Jonathan Orozco   |     |
| 2     | DEF   | José Abella       |     |
| 3     | DEF   | Gerardo Alcoba    |     |
| 24    | DEF   | Carlos Izquierdoz |     |
| 98    | DEF   | Jesús Angulo      |     |
| 10    | MED   | Osvaldo Martínez  | 54' |
| 15    | MED   | Brian Lozano      |     |
| 23    | MED   | José Vázquez      |     |
| 27    | MED   | Javier Cortés     | 54' |
| 9     | DEL   | Julio Furch       |     |
| 21    | DEL   | Djaniny Tavares   | 65' |
| D. T. | D. T. | Robert Siboldi    |     |

| 24 | Delantero      | Alexis Canelo  | 29' |
| 10 | Centrocampista | Ángel Reyna    | 46' |
| 7  | Centrocampista | Gabriel Hauche | 69' |

| 19 | Defensa        | Jorge Villafaña    | 54' |
| 13 | Centrocampista | Diego de Buen      | 54' |
| 13 | Delantero      | Jonathan Rodríguez | 65' |

| 82' | Gabriel Hauche | 1:1 |

| 10' | Julio Furch | 0:1 |

| 42' · 74' · 84' · 90+5' | Fernando Uribe Luis Quiñones Rubens Sambueza Gabriel Hauche |

| 42' · 73' · 77' · 85' | Osvaldo Martínez Jonathan Rodríguez Jesús Angulo Jonathan Orozco |

| Principal  | César Ramos Palazuelos |
| Asistentes | José Luis Camargo      |
|            | Miguel Ángel Hernández |
| Cuarto     | Jorge Isaac Rojas      |

|                    |     |     |
| Tiros              | 3   | 3   |
| Tiros a puerta     | 4   | 3   |
| Faltas             | 5   | 8   |
| Saques de esquina  | 2   | 4   |
| Penaltis           | 0   | 0   |
| Fueras de juego    | 3   | 2   |
| Posesión del balón | 56% | 44% |

| Alineación inicial |

| 1     | POR   | Alfredo Talavera |     |
| 3     | DEF   | Santiago García  | 69' |
| 5     | DEF   | Osvaldo González |     |
| 26    | DEF   | Cristian Borja   |     |
| 29    | DEF   | Rodrigo Salinas  |     |
| 14    | MED   | Rubens Sambueza  |     |
| 15    | MED   | Antonio Ríos     |     |
| 17    | MED   | Leonel López     | 46' |
| 24    | MED   | Pablo Barrientos | 29' |
| 20    | DEL   | Fernando Uribe   |     |
| 23    | DEL   | Luis Quiñones    |     |
| D. T. | D. T. | Hernán Cristante |     |

| 1     | POR   | Jonathan Orozco   |     |
| 2     | DEF   | José Abella       |     |
| 3     | DEF   | Gerardo Alcoba    |     |
| 24    | DEF   | Carlos Izquierdoz |     |
| 98    | DEF   | Jesús Angulo      |     |
| 10    | MED   | Osvaldo Martínez  | 54' |
| 15    | MED   | Brian Lozano      |     |
| 23    | MED   | José Vázquez      |     |
| 27    | MED   | Javier Cortés     | 54' |
| 9     | DEL   | Julio Furch       |     |
| 21    | DEL   | Djaniny Tavares   | 65' |
| D. T. | D. T. | Robert Siboldi    |     |

| 24 | Delantero      | Alexis Canelo  | 29' |
| 10 | Centrocampista | Ángel Reyna    | 46' |
| 7  | Centrocampista | Gabriel Hauche | 69' |

| 19 | Defensa        | Jorge Villafaña    | 54' |
| 13 | Centrocampista | Diego de Buen      | 54' |
| 13 | Delantero      | Jonathan Rodríguez | 65' |

| 82' | Gabriel Hauche | 1:1 |

| 10' | Julio Furch | 0:1 |

| 42' · 74' · 84' · 90+5' | Fernando Uribe Luis Quiñones Rubens Sambueza Gabriel Hauche |

| 42' · 73' · 77' · 85' | Osvaldo Martínez Jonathan Rodríguez Jesús Angulo Jonathan Orozco |

| Principal  | César Ramos Palazuelos |
| Asistentes | José Luis Camargo      |
|            | Miguel Ángel Hernández |
| Cuarto     | Jorge Isaac Rojas      |

|                    |     |     |
| Tiros              | 3   | 3   |
| Tiros a puerta     | 4   | 3   |
| Faltas             | 5   | 8   |
| Saques de esquina  | 2   | 4   |
| Penaltis           | 0   | 0   |
| Fueras de juego    | 3   | 2   |
| Posesión del balón | 56% | 44% |

| Alineación inicial |

| 1     | POR   | Alfredo Talavera |     |
| 3     | DEF   | Santiago García  | 69' |
| 5     | DEF   | Osvaldo González |     |
| 26    | DEF   | Cristian Borja   |     |
| 29    | DEF   | Rodrigo Salinas  |     |
| 14    | MED   | Rubens Sambueza  |     |
| 15    | MED   | Antonio Ríos     |     |
| 17    | MED   | Leonel López     | 46' |
| 24    | MED   | Pablo Barrientos | 29' |
| 20    | DEL   | Fernando Uribe   |     |
| 23    | DEL   | Luis Quiñones    |     |
| D. T. | D. T. | Hernán Cristante |     |

| 1     | POR   | Jonathan Orozco   |     |
| 2     | DEF   | José Abella       |     |
| 3     | DEF   | Gerardo Alcoba    |     |
| 24    | DEF   | Carlos Izquierdoz |     |
| 98    | DEF   | Jesús Angulo      |     |
| 10    | MED   | Osvaldo Martínez  | 54' |
| 15    | MED   | Brian Lozano      |     |
| 23    | MED   | José Vázquez      |     |
| 27    | MED   | Javier Cortés     | 54' |
| 9     | DEL   | Julio Furch       |     |
| 21    | DEL   | Djaniny Tavares   | 65' |
| D. T. | D. T. | Robert Siboldi    |     |

| 24 | Delantero      | Alexis Canelo  | 29' |
| 10 | Centrocampista | Ángel Reyna    | 46' |
| 7  | Centrocampista | Gabriel Hauche | 69' |

| 19 | Defensa        | Jorge Villafaña    | 54' |
| 13 | Centrocampista | Diego de Buen      | 54' |
| 13 | Delantero      | Jonathan Rodríguez | 65' |

| 82' | Gabriel Hauche | 1:1 |

| 10' | Julio Furch | 0:1 |

| 42' · 74' · 84' · 90+5' | Fernando Uribe Luis Quiñones Rubens Sambueza Gabriel Hauche |

| 42' · 73' · 77' · 85' | Osvaldo Martínez Jonathan Rodríguez Jesús Angulo Jonathan Orozco |

| Principal  | César Ramos Palazuelos |
| Asistentes | José Luis Camargo      |
|            | Miguel Ángel Hernández |
| Cuarto     | Jorge Isaac Rojas      |

|                    |     |     |
| Tiros              | 3   | 3   |
| Tiros a puerta     | 4   | 3   |
| Faltas             | 5   | 8   |
| Saques de esquina  | 2   | 4   |
| Penaltis           | 0   | 0   |
| Fueras de juego    | 3   | 2   |
| Posesión del balón | 56% | 44% |

| Alineación inicial |

| Campeón Clausura 2018 |
| --------------------- |
|                       |
| Santos Laguna         |
| 6° Título             |

## Estadísticas

### Máximos goleadores
Datos actualizados a 29 de abril de 2018 y según Soccerway
| Pos. | Jugador             | Equipo     | Goles | P.J. | Prom. | Min. | Frec.       |
| ---- | ------------------- | ---------- | ----- | ---- | ----- | ---- | ----------- |
| 1.º  | Djaniny Tavares     | Santos     | 14    | 15   | 0.93  | 1230 | 0.01 min.   |
| 2.º  | Nicolás Castillo    | UNAM       | 11    | 17   | 0.65  | 1520 | 0.01 min.   |
| 3.º  | André-Pierre Gignac | Tigres     | 9     | 15   | 0.6   | 1285 | 142.78 min. |
| =    | Raúl Ruidíaz        | Morelia    | 9     | 16   | 0.56  | 1384 | 153.78 min. |
| =    | Lucas Cavallini     | Puebla     | 9     | 16   | 0.56  | 1425 | 158.33 min. |
| =    | Carlos González     | Necaxa     | 9     | 15   | 0.6   | 1251 | 139.00 min. |
| =    | Mauro Boselli       | León       | 9     | 15   | 0.6   | 1348 | 149.78 min. |
| 8.º  | Julián Quiñones     | Lobos BUAP | 8     | 14   | 0.57  | 1056 | 132.00 min. |
| =    | Milton Caraglio     | Atlas      | 8     | 16   | 0.5   | 1383 | 172.88 min. |
| 10.º | Sebastián Palacios  | Pachuca    | 7     | 16   | 0.44  | 786  | 112.28 min. |
| =    | Keisuke Honda       | Pachuca    | 7     | 17   | 0.41  | 1450 | 207.14 min. |

#### Tripletes o más
| Fecha      | Jugador            | Goles                                 | Local   | Resultado | Visitante  | Rep.                                                             |
| ---------- | ------------------ | ------------------------------------- | ------- | --------- | ---------- | ---------------------------------------------------------------- |
| 07/01/2018 | Djaniny Tavares    | Anotado · Anotado · Anotado           | Santos  | 4 – 2     | Lobos BUAP | Jornada 1 Archivado el 15 de febrero de 2018 en Wayback Machine. |
| 03/02/2018 | Henry Martín       | Anotado · Anotado · Anotado           | América | 5 – 1     | Lobos BUAP | Jornada 5 Archivado el 14 de febrero de 2018 en Wayback Machine. |
| 14/02/2018 | Djaniny Tavares    | Anotado · Anotado · Anotado           | Santos  | 5 – 1     | León       | Jornada 7                                                        |
| 06/04/2018 | Sebastián Palacios | Anotado · Anotado · Anotado · Anotado | Puebla  | 2 – 6     | Pachuca    | Jornada 14 Archivado el 9 de abril de 2018 en Wayback Machine.   |
| 07/04/2018 | Raúl Ruidíaz       | Anotado · Anotado · Anotado           | León    | 2 – 3     | Morelia    | Jornada 14                                                       |
| 15/04/2018 | Nicolás Castillo   | Anotado · Anotado · Anotado           | UNAM    | 4 – 2     | Puebla     | Jornada 15                                                       |
| 13/05/2018 | Fernando Uribe     | Anotado · Anotado · Anotado           | Toluca  | 4 – 1     | Tijuana    | Semifinal Vuelta                                                 |

### Máximos asistentes
Datos actualizados a 29 de abril de 2018 y según Soccerway
| Pos. | Jugador          | Equipo     | Asist. | P.J. | Prom. | Min. |
| ---- | ---------------- | ---------- | ------ | ---- | ----- | ---- |
| 1.º  | Luis Montes      | León       | 8      | 16   | 0.5   | 1412 |
| 2.º  | Keisuke Honda    | Pachuca    | 7      | 17   | 0.41  | 1450 |
| 3.º  | Ismael Sosa      | Tigres     | 6      | 15   | 0.4   | 901  |
| =    | Roberto Alvarado | Necaxa     | 6      | 17   | 0.35  | 1364 |
| =    | Osvaldo Martínez | Santos     | 5      | 15   | 0.33  | 1134 |
| =    | Renato Ibarra    | América    | 5      | 15   | 0.33  | 1217 |
| 7.º  | Omar Fernández   | Puebla     | 4      | 14   | 0.29  | 744  |
| =    | Jesús Isijara    | Santos     | 4      | 16   | 0.25  | 999  |
| =    | Irven Ávila      | Lobos BUAP | 4      | 16   | 0.25  | 1093 |
| =    | Ángelo Sagal     | Pachuca    | 4      | 17   | 0.24  | 1224 |
| =    | Pablo Barrera    | UNAM       | 4      | 16   | 0.25  | 1228 |
| =    | Adrián Aldrete   | Cruz Azul  | 4      | 16   | 0.25  | 1416 |

### Asistencia
Lista con la asistencia de los partidos y equipos Liga Bancomer MX. 
- Datos según la página oficial de la competición.

Fecha de actualización: 29 de abril de 2018
| Pos   | Equipo      | Total     | Media  | Ocupación media | Más alta | Más baja |
| ----- | ----------- | --------- | ------ | --------------- | -------- | -------- |
| 1     | Tigres      | 372 186   | 41 354 | 98.72%          | 41 615   | 41 185   |
| 2     | Monterrey   | 342 717   | 42 840 | 83.42%          | 44 819   | 40 197   |
| 3     | Atlas       | 276 182   | 30 687 | 55.68%          | 46 565   | 18 087   |
| 4     | América     | 274 232   | 27 423 | 33.82%          | 51 307   | 17 840   |
| 5     | UNAM        | 273 620   | 30 402 | 62.94%          | 45 980   | 17 800   |
| 6     | Guadalajara | 256 685   | 32 086 | 69.40%          | 42 179   | 27 159   |
| 7     | Tijuana     | 239 697   | 26 633 | 97.43%          | 27 333   | 25 333   |
| 8     | Morelia     | 193 329   | 21 481 | 61.73%          | 28 952   | 15 199   |
| 9     | Pachuca     | 192 600   | 24 075 | 87.50%          | 27 402   | 15 194   |
| 10    | Veracruz    | 190 845   | 21 205 | 73.87%          | 27 013   | 12 259   |
| 11    | Santos      | 187 558   | 23 445 | 80.18%          | 27 349   | 18 018   |
| 12    | Querétaro   | 181 206   | 22 651 | 68.30%          | 31 432   | 16 446   |
| 13    | Toluca      | 165 556   | 23 651 | 76.29%          | 27 480   | 17 285   |
| 14    | Cruz Azul   | 164 631   | 18 292 | 55.43%          | 27 253   | 11 085   |
| 15    | Necaxa      | 157 574   | 19 697 | 82.58%          | 23 165   | 12 535   |
| 16    | Puebla      | 157 448   | 19 681 | 41.93%          | 37 499   | 13 025   |
| 17    | León        | 135 798   | 16 975 | 54.23%          | 24 947   | 13 175   |
| 18    | Lobos BUAP  | 119 413   | 13 268 | 68.80%          | 19 145   | 7 183    |
| Total | Total       | 3 881 277 | 25 367 | 69.57%          | 51 307   | 7 183    |

| 1  | 236,337 | 26,259 | 71.37% | Monterrey vs Morelia (42,948)   | Necaxa vs Veracruz (12,535)     | Jornada 1 |
| 2  | 197,683 | 21,964 | 55.08% | Tigres vs Santos (41,396)       | Lobos BUAP vs Querétaro (7,300) | Jornada 2 |
| 3  | 251,581 | 27,953 | 72.20% | UNAM vs América (45,980)        | Puebla vs Veracruz (17,116)     | Jornada 3 |
| 4  | 209,913 | 23,323 | 61.45% | Tigres vs Pachuca (41,268)      | Veracruz vs Santos (12,259)     | Jornada 4 |
| 5  | 246,036 | 27,338 | 56.39% | Monterrey vs León (44,562)      | América vs Lobos BUAP (18,282)  | Jornada 5 |
| 6  | 194,946 | 21,660 | 66.41% | Tigres vs América (41,478)      | Lobos BUAP vs Atlas (7,183)     | Jornada 6 |
| 7  | 182,516 | 20,279 | 46.57% | Monterrey vs Cruz Azul (40,197) | Lobos BUAP vs Tigres (10,237)   | Jornada 7 |
| 8  | 203,376 | 22,597 | 68.22% | Tigres vs Atlas (41,185)        | Cruz Azul vs Puebla (12,187)    | Jornada 8 |
| 9  | 242,599 | 26,955 | 63.43% | UNAM vs Guadalajara (43,825)    | Puebla vs Necaxa (17,717)       | Jornada 9 |
| 10 | 224,638 | 24,959 | 73.04% | Guadalajara vs América (42,179) | Cruz Azul vs Querétaro (11,085) | Jornada 10                                                                                                   |
| 11 | 215,955 | 23,995 | 57.46% | Tigres vs Tijuana (41,304)      | Querétaro vs Necaxa (18,001)    | Jornada 11                                                                                                   |
| 12 | 234,098 | 26,010 | 63.31% | Monterrey vs Querétaro (41,072) | León vs Lobos BUAP (13,175)     | Jornada 12                                                                                                   |
| 13 | 256,392 | 28,488 | 69.33% | América vs Cruz Azul (51,307)   | Lobos BUAP vs Toluca (10,826)   | Jornada 13                                                                                                   |
| 14 | 219,738 | 24,415 | 68.62% | Monterrey vs UNAM (44,306)      | Puebla vs Pachuca (13,646)      | Jornada 14 Archivado el 10 de abril de 2018 en Wayback Machine.                                              |
| 15 | 241,758 | 26,862 | 66.42% | Tigres vs Cruz Azul (41,228)    | UNAM vs Puebla (17,800)         | Jornada 15 Archivado el 17 de abril de 2018 en Wayback Machine.                                              |
| 16 | 265,517 | 29,501 | 79.27% | Atlas vs Guadalajara (46,565)   | Querétaro vs Pachuca (16,446)   | Jornada 16 (enlace roto disponible en Internet Archive; véase el historial, la primera versión y la última). |
| 17 | 231,340 | 25,704 | 65.15% | Tigres vs Monterrey(41,615)     | Lobos BUAP vs Puebla(10,876)    | Jornada 17                                                                                                   |

### Clasificación juego limpio
- Datos según la página oficial (enlace roto disponible en Internet Archive; véase el historial, la primera versión y la última)..
- Fecha de actualización: 29 de abril de 2018

| Lugar                                | Club                                 | Tarjeta amarilla | Segunda tarjeta amarilla y expulsión · Segunda tarjeta amarilla y expulsión | Tarjeta roja directa | Puntos   |
| ------------------------------------ | ------------------------------------ | ---------------- | --------------------------------------------------------------------------- | -------------------- | -------- |
| 1                                    | Guadalajara                          | 31               | 0                                                                           | 0                    | 31       |
| 2                                    | Puebla                               | 27               | 0                                                                           | 3                    | 36       |
| 3                                    | Santos Laguna                        | 29               | 0                                                                           | 3                    | 38       |
| 4                                    | Tigres                               | 32               | 0                                                                           | 3                    | 41       |
| 5                                    | Pachuca                              | 33               | 0                                                                           | 3                    | 42       |
| 6                                    | Atlas                                | 34               | 0                                                                           | 3                    | 43       |
| 7                                    | Monterrey                            | 36               | 0                                                                           | 3                    | 45       |
| 8                                    | Querétaro                            | 36               | 0                                                                           | 3                    | 45       |
| 9                                    | Veracruz                             | 43               | 0                                                                           | 1                    | 46       |
| 10                                   | Necaxa                               | 32               | 0                                                                           | 5                    | 47       |
| 11                                   | Morelia                              | 36               | 0                                                                           | 4                    | 48       |
| 12                                   | León                                 | 43               | 0                                                                           | 2                    | 49       |
| 13                                   | UNAM                                 | 35               | 0                                                                           | 5                    | 50       |
| 14                                   | América                              | 41               | 0                                                                           | 4                    | 53       |
| 15                                   | Cruz Azul                            | 45               | 0                                                                           | 4                    | 57       |
| 16                                   | Toluca                               | 47               | 0                                                                           | 4                    | 59       |
| 17                                   | Lobos BUAP                           | 49               | 0                                                                           | 4                    | 61       |
| 18                                   | Tijuana                              | 54               | 0                                                                           | 4                    | 66       |
| Primera Tarjeta Amarilla             | Primera Tarjeta Amarilla             | 1 punto          | 1 punto                                                                     | 1 punto              | 1 punto  |
| Segunda Tarjeta Amarilla y Expulsión | Segunda Tarjeta Amarilla y Expulsión | 3 puntos         | 3 puntos                                                                    | 3 puntos             | 3 puntos |
| Tarjeta Roja Directa                 | Tarjeta Roja Directa                 | 3 puntos         | 3 puntos                                                                    | 3 puntos             | 3 puntos |